# Mahidi
Mahidi (Mati Hidup dengan Indonesia, que significa Viver e Morrer com a Indonésia) foi uma milícia em Timor-Leste leal à Indonésia. A sua origem remonta a grupos que perderam terras e poder para combater os portugueses e aqueles que colaboraram com os japoneses durante a Segunda Guerra Mundial. A milícia foi fundada em dezembro de 1998 e suas operações se concentravam na área de Cassa, no distrito de Ainaro, no sul. A localização é estratégica, uma vez que se encontra no cruzamento entre os distritos de Manufahi, Ainaro e Cova Lima. Mahidi participou da crise timorense de 1999 e o grupo foi um dos mais violentos. Estavam ligados ao massacre da Igreja de Suai, que provocou cerca de 200 mortes, bem como a outros assassinatos em massa.
Foram liderados pelos irmãos Carvalho, que os defensores dos direitos humanos acusam de muitos crimes. Após a crise timorense, membros da milícia viveram em campos em Timor Ocidental e procuraram assistência do governo indonésio, citando um serviço patriótico considerado  não retribuído à Indonésia.  Em Outubro de 2001, vários membros já tinham regressado a Timor Leste, incluindo 378 refugiados liderados por Nemecio Lopes de Carvalho, vice-comandante da Mahidi.